# Xylocopa muscaria
Xylocopa muscaria là một loài Hymenoptera trong họ Apidae. Loài này được Fabricius mô tả khoa học năm 1775.